# Festival Vitesse Lumière
Le Festival Vitesse Lumière est un festival tenu à Québec (Canada) et qui projette des films de genre, en fait la promotion au grand public et se donne pour mission d'encourager les créateurs de la relève. Il a été fondé en 1997 et a existé jusqu'en 2018.

## Introduction
Les films sont de genres fantastique, horreur, science-fiction ou surréalisme et sont présentés en soirée.

## Édition 2011

### Liste des films
- « Fringale Nocturne » de Françoise Provencher, produit dans le cadre du CACOUMADEPUDEM des étudiants du Département de physique de l'Université de Montréal, a été projeté au Festival[2],[3].

## Édition 2012

### Liste des films
Le prix du meilleur film est gagné par Nostradamos.

## Édition 2013
Le Festival a lieu en même temps que le Festival de cinéma de la ville de Québec.

### Liste des films
Sont projetés notamment Aelita, le premier film de science-fiction russe (1924), et Polyester, présenté en odorama.

## Édition 2014
Le Festival comporte un volet international, avec des films provenant de la Corée, des États-Unis, de l'Espagne et des Pays-Bas.

## Édition 2015
Le Festival n'a pas eu lieu en 2015.

## Édition 2016
En 2016, Vitesse Lumière a organisé des projections au cinéma Cartier à Québec ainsi qu'à la Maison de la culture Georges-Hébert-Germain à Donnacona.

## Édition 2017
Le festival s'est tenu du 16 au 18 juin au Cercle-Lab vivant dans le quartier Saint-Roch. Le jury était composé de Pierre Girard, Pascale Raud et Francis Blais.

## Édition 2018
La 17e édition du festival Vitesse Lumière s'est tenue les 15 et 16 juin au pub Ninkasi de la rue Saint-Jean.